# Ernst Öpik
Ernst Julius Öpik (22. října 1893 Kunda, Ruské impérium – 10. září 1985 Bangor, Severní Irsko) byl estonský astronom a astrofyzik. Věnoval se především studiu meteorů a komet. V letech 1948 až 1981 působil na Armaghské observatoři v Severním Irsku.

## Mládí
Narodil se ve městě Kunda v Estonské gubernii 22. října 1893. Studoval na Imperátorské moskevské univerzitě (dnes Lomonosovova univerzita). Zde se věnoval studiu menších objektů jako jsou asteroidy, komety a meteory. Doktorská studia absolvoval na Univerzitě v Tartu.

## Vědecká kariéra
V roce 1916 publikoval článek ve vědeckém časopise The Astrophysical Journal. V článku se zabýval tématem odhadu hustoty optických dvojhvězd. Ve své práci si vzal za příklad bílého trpaslíka ο2 Eridani B. Jeho hustotu stanovil jako 25 000krát větší než je hustota Slunce, ale dospěl k závěru že konečný výsledek není možný.
V roce 1922 publikoval článek, ve kterém odhadl vzdálenost galaxie Andromeda na 450 kiloparseků (přibližně 1,5 milionu světelných let). Při výpočtu využil nových astrofyzikálních metod založených na pozorování rotační křivky galaxie, která závisí na celkové hmotě, kolem které se hvězdy otáčejí a na předpokladu, že svítivost na jednotku hmotnosti byla stejná jako u galaxie Mléčné dráhy. Jeho metoda je stále široce používána. Ve stejném roce také správně předpověděl existenci a rozmístění kráterů na Marsu mnoho let předtím, než je detekovaly vesmírné sondy.
V roce 1932 postuloval teorii o původu komet ve Sluneční soustavě. Domníval se, že pochází z oblaku obíhajícím daleko za oběžnou dráhou Pluta. Tento oblak byl pojmenován jako Oortův oblak (méně často se používá označení Öpik-Oortův oblak).
Od října 1931 do konce července 1933 vedl Öpik spolu s Harlowem Shapleyem a Samuelem L. Boothroydem expedici v Arizoně, která detekovala přibližně 22000 meteoritů.
V roce 1951 publikoval článek o 3-alfa reakci, probíhající v jádrech červených obrů, kdy dochází ke spalování helia -4 (4He) na uhlík-12 (12C). Ve stejném roce však byl publikován i článek Edwina Salpetera zabývající se stejným tématem, a tak je tato Öpikova práce v anglofonním světě často opomíjena.

## Exil
Öpik ze strachu před postupující Rudou armádou opustil v roce 1944 Estonsko. Poté žil jako uprchlík v Německu. Zde se stal estonským rektorem na Baltské univerzitě v exilu, která fungovala v uprchlických táborech v Německu a po druhé světové válce sloužila ke vzdělávání lidí pocházejících z Estonska, Litvy a Lotyšska. V roce 1948 mu byla nabídnuta pracovní pozice v Armaghu, kde poté zůstával i přes lukrativní nabídky ze Spojených států. Od 60. let 20. století do poloviny 70. let 20. století vyučoval také na Marylandské univerzitě, kterou každoročně navštěvoval. S rozvojem letecké dopravy se pro něho stalo cestování mezi Spojeným královstvím a USA složitější, protože kvůli svému strachu z létání odmítl cestovat letecky. Nakonec od každoročního pobytu ve Spojených státech upustil.

## Vyznamenání
V roce 1960 získal od Národní akademie věd Spojených států amerických Medaili J. Lawrence Smitha. V roce 1975 mu byla udělena Zlatá medaile Královské astronomické společnosti a v roce 1976 pak Medaile Catherine Bruceové.
Na jeho počet byl pojmenován asteroid 2099 Öpik. Byl po něm pojmenován i kráter na měsíci Phobos.